# Supercopa de Cataluña de fútbol 2015
La Supercopa de Cataluña de fútbol 2015 nunca se llegó a disputar por falta de fechas disponibles. Por dicho motivo, los equipos se pusieron de acuerdo para jugarla el año siguiente.